# Kurt Thomas (ginnasta)
Kurt Bilteaux Thomas (Miami, 29 marzo 1956 – 5 giugno 2020) è stato un ginnasta statunitense.

## Biografia
Nacque in Florida. Con la prima moglie ebbe un figlio che chiamò Kurt, il quale assunse il cognome Thomas Travis, a seguito del passaggio a nuove nozze della madre, e divenne un cantante, compositore e musicista di successo. Nel 1996 sposò in seconde nozze Rebecca Jones, una ballerina che si occupò anche della coreografia delle sue esibizioni ginniche e con la quale ebbe due figli: Hunter e Kassidy.
Fu il primo ginnasta maschio statunitense a vincere una medaglia d'oro ai campionati mondiali, nel 1978. Un anno dopo, vincendo sei medaglie, stabilì il record statunitense di medaglie vinte in una singola edizione del mondiale; impresa eguagliata da Simone Biles nel 2018. La sua unica apparizione olimpica avvenne a Montréal 1976. Non partecipò ai Giochi olimpici del Mosca 1980, in cui era considerato il favorito per l'oro, a causa del boicottaggio statunitense. Gli fu vietato di competere alle successive Olimpiadi di Los Angeles 1984 perché divenuto professionista.
Recitò nel film Gymkata del 1985, interpretando il personaggio di una ginnasta statunitense che si reca nel paese immaginario del Parmistan per competere in una competizione mortale chiamata The Game. Ottenne una nomination al Razzie Award nella categoria del peggior attore esordiente. Il film fu male accolto dalla critica, ma ebbe comunque un seguito di culto a causa della sua comicità involontaria.
Recitò inoltre nella serie televisiva True Confessions. Lavorò come commentatore per ABC Sports ed ESPN.
Nel 2003 venne inserito nella Hall of Fame della ginnastica mondiale.
Fu colpito da un ictus il 24 maggio 2020 e morì il 5 giugno dello stesso anno, sessantaquattrenne.

## Filmografia
- Gymkata, regia di Robert Clouse (1985)